# 29643 Plucker
A 29643 Plucker (ideiglenes jelöléssel 1998 VR31) a Naprendszer kisbolygóövében található aszteroida. Paul G. Comba fedezte fel 1998. november 15-én.
A kisbolygót Julius Plücker (1801–1868) német matematikusról és fizikusról nevezték el.